# IBM 1410
IBM 1410は、IBM 1400シリーズのメンバーとして1960年にIBMが発表した、中型のビジネスコンピュータである。

## 概要
IBM 1410は、可変ワード長の10進コンピュータで、IBMが1960年9月12日にIBMが中型の「ビジネスコンピュータ」として発表した。1970年3月30日に販売停止となった。
IBM 1410は、非常に人気のあったIBM 1401と似た設計であったが、1つの大きな違いがあった。アドレスの長さは5文字で、最大では 80,000 文字のメモリーを使用でき、1410の3文字アドレスによって可能な 16,000 文字よりを超えていた。しかし、1410 はまた、非常に初期の仮想化の例でもある、「1401 エミュレーションモード」と名づけられたモードでも稼動できた。
IBM 1401の構成要素には以下がある。
- IBM 1411 処理装置
- IBM 1415 コンソール
- IBM 1402 カードリーダ/パンチ
- IBM 1403 プリンター
- IBM 1011 紙テープ読取装置
- IBM 1412 磁気文字読取装置
- IBM 1414 インプット・アウトプット、モデル3または4
  - IBM 729 II 磁気テープユニット
  - IBM 729 IV 磁気テープユニット
  - IBM 7330 磁気テープユニット
- IBM 1405 ディスク記憶
- IBM 7750 プログラム式伝送制御ユニット

## 備考
- IBM 1410は、1964年東京オリンピックの競技結果集計システムでも使用された[1]。

## 参照
1. ↑  コンピュータの歴史 - 日本IBM